# Cold Turkey
«Cold Turkey» (с англ. — «Ломка», дословно «Холодная индейка») — песня Джона Леннона, записанная Plastic Ono Band и в том же году выпущенная в виде сингла на лейбле Apple Records. 
В этой песне Леннон описал своё состояние после прекращения приёма героина.
Песня стала вторым сольным синглом Леннона. Поднялась до 30-й позиции в Billboard Hot 100 и до 14-й строчки в UK Singles Chart. В 1975 году вышла на компиляционном альбоме Леннона Shaved Fish.

## Чарты
| Чарты (1969)      | Наивысшая позиция |
| ----------------- | ----------------- |
| Dutch Top 40      | 39                |
| UK Singles Chart  | 14                |
| Чарты (1970)      | Наивысшая позиция |
| Billboard Hot 100 | 30                |